# کنت جیکوبز
کنت جیکوبز (به انگلیسی: Kenneth Jacobs) (زاده ۱۹۵۸) کارآفرین، بانکدار و مدیر ارشد اجرایی آمریکایی است، که در حال حاضر به‌عنوان مدیر عامل اجرایی و رییس هیئت مدیره بانک لازارد فعالیت می‌نماید.